# Carlos Marín
Carlos Marín (Rüsselsheim am Main, 13 oktober 1968 – Manchester, 19 december 2021) was een Spaanse bariton en lid van het muzikale opera-pop kwartet Il Divo.

## Biografie
Marín werd geboren in Duitsland, maar groeide op in Madrid, Spanje. Op jonge leeftijd begon hij met zingen en op zijn achtste nam hij zijn eerste album op (geproduceerd door Pierre Kartner) met zijn vader, Ambraham Marín. Toen hij tien was nam hij zijn tweede album op, genaamd Mijn lieve mama. Hierbij leerde hij piano spelen. In deze periode woonde Carlos in Nederland, maar verhuisde op zijn twaalfde weer terug naar Spanje.
Daar won hij diverse prijzen zoals de TVE (Spaanse televisieprijs) voor de beste jongere en later als beste nieuwe zanger. Vervolgens werd hij een vermaard musicalacteur. Marín speelde in onder meer Les Misérables, Beauty and the Beast, Grease, El Diluvio Que Viene en Peter Pan. Door zanglessen te nemen bij onder andere Montserrat Caballé kon hij ook opera gaan doen.
Vanaf december 2003 was hij een van de vier zangers van Il Divo.
Marín overleed op 53-jarige leeftijd aan de gevolgen van COVID-19.
- Gemeinsame Normdatei: 135218764
- International Standard Name Identifier: 0000 0001 3179 4307
- MusicBrainz: cef161d5-ab3b-4247-829c-d83dcc60ca32
- Virtual International Authority File: 316391704